# Gyrinocheilidae
Arne Schiötz et Preben Dahlström (trad. G. Augier de Moussac et J. Arnoult), Guide de l'aquarium : Poissons et plantes [« Akvariefisk og planter »], Delachaux et Niestlé, 1971, 224 p.
Famille
Gyrinocheilidae ou « loche à ventouse alguivore » est une famille de poissons appartenant à l’ordre des Cypriniformes. Les Gyrinocheilidae est une famille de petits poissons d’Asie du Sud qui vivent dans les ruisseaux de montagne d'eau douce à débit rapide. Ils s’agrippent à des objets fixes grâce à leur bouche en forme de ventouse, et malgré leur nom, ils ne se nourrissent pas exclusivement d’algue, mais également d’un large éventail de détritus. Des variétés « or, jaune, ou albinos » et même combiné « voile ou voilé » avec des formes de sélections de nageoires plus effilés (voile), principalement chez Gyrinocheilus aymonieri peuvent facilement se trouver dans de nombreux magasins pour animaux de compagnie et exploitations piscicoles. Gyrinocheilus est le seul genre de la famille des Gyrinocheilidae. Gyrinocheilus aymonieri se nomme également couramment « mangeur d'algues chinois » ou « loche de succion » ou "poisson suceur".

## Liste des genres
Selon FishBase (10 juillet 2015):
- genre Gyrinocheilus Vaillant, 1902
  - espèce Gyrinocheilus aymonieri (Tirant, 1883), Thaïlande[4], en particulier dans les fleuves Mékong, Chao Phraya et Mae Klong.
  - espèce Gyrinocheilus pennocki (Fowler, 1937)
  - espèce Gyrinocheilus pustulosus Vaillant, 1902

## Espèces proches
Le nom vernaculaire de « mangeur d'algues » est un partagé par plusieurs poissons. En effet les gyrinocheilidés peuvent facilement être confondus avec d'autres espèces et notamment, le « mangeur d'algues siamois », Crossocheilus siamensis, qui appartient à la famille sœur des Cyprinidae (ordre des Cypriniformes) . C’est aussi le nom d'un grand nombre d’espèces, notamment sudaméricaines, de la famille des Loricariidae.

## Un poisson ventouse
La bouche de ces poissons forme une « ventouse », leur permettant de se cramponner sur des objets, dans l'eau en mouvement rapide de leur habitat. Ils restent donc généralement à proximité du fond, où leur nourriture principale, les algues, est le plus facilement disponible. Phénomène unique parmi les poissons, les membres de cette famille sont munis de deux fentes branchiales. Ainsi l'eau peut pénétrer à travers une des ouvertures et ressortir par la seconde. Cela permet au poisson de respirer sans avoir à prendre l'eau par la bouche, qui est utilisée pour se cramponner aux surfaces.
Le « mangeur d'algues chinois » est souvent maintenu dans les aquariums amateurs pour éliminer les algues (dès 1958). Ces espèces peuvent mesurer jusqu'à 11 centimètres. Ils ont la réputation d'être de plus en plus territoriaux, les spécimens ayant atteint l’âge adulte pouvant être assez agressif entre eux et envers les autres espèces, particulièrement lentes ou semblant plus vulnérables. En aquarium communautaire les « mangeurs d'algues chinois » sont généralement de mauvais pensionnaires, dont le seul avantage est de résister aux variations non maîtrisées des caractéristiques physico-chimiques de l'eau, mais la plupart du temps maintenus en compagnie d’espèces non compatibles et/ou ne provenant pas d’habitats similaires. Ils peuvent être très remuants, et lorsqu'ils sont mal nourris, attaquer d’autres poissons et leur arracher des écailles, provoquant souvent des infections. Les Gyrinocheilidae sont des espèces démersales, vivant près du fond, et ne se nourrissant donc pas en surface, mais au sol : une nourriture adaptée est recommandée. Ce sont des poissons très robustes qui peuvent supporter des conditions d’eau qui seraient toxiques pour beaucoup d’autres poissons d’aquarium, mais ils ne doivent pas être maintenus intentionnellement dans de telles conditions. Ils peuvent survivre dans une large plage de températures, entre 18 et 30 °C, et ils sont d’ailleurs souvent maintenus dans des aquariums d’intérieurs non chauffés, ou parfois, sous certaines latitudes, avec des « poissons rouges » d’eau froide.

## Galerie

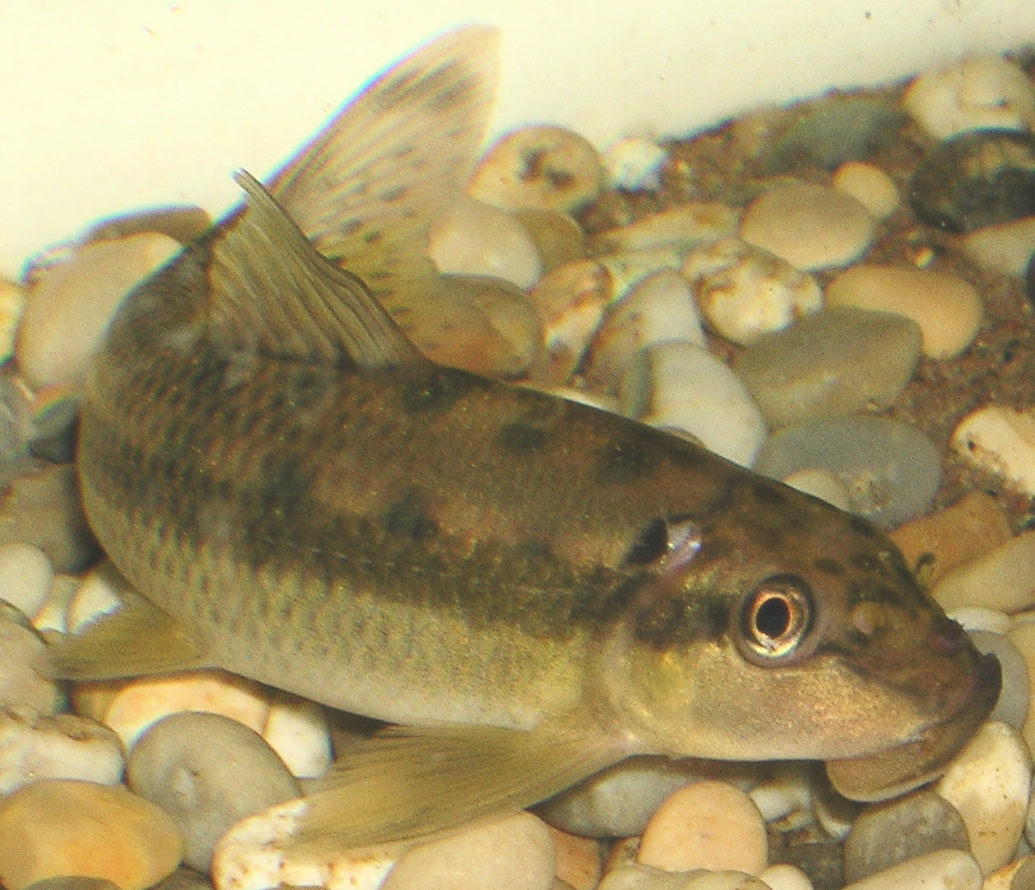
Gyrinocheilus aymonieri
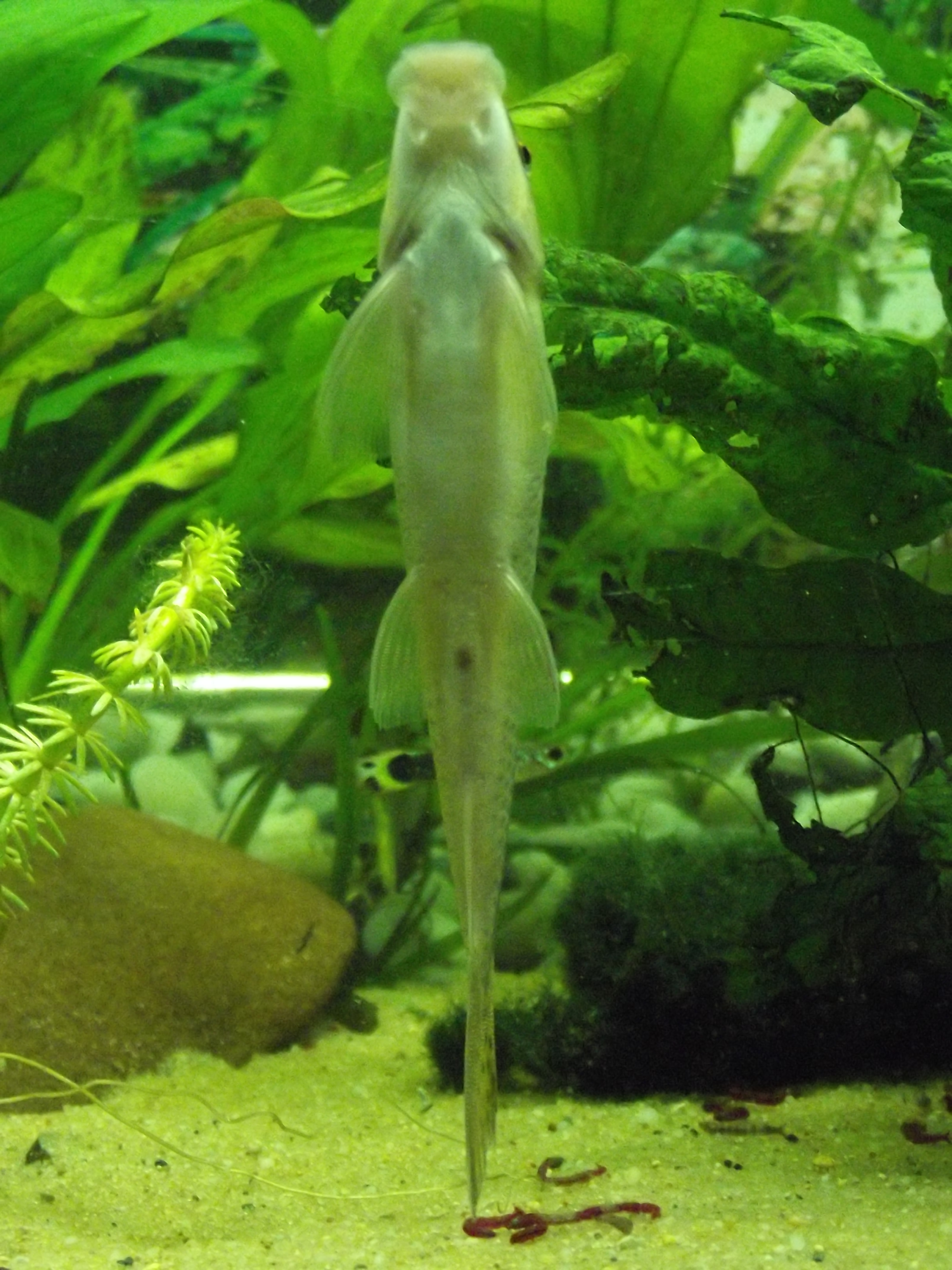
Gyrinocheilus aymonieri vue ventrale
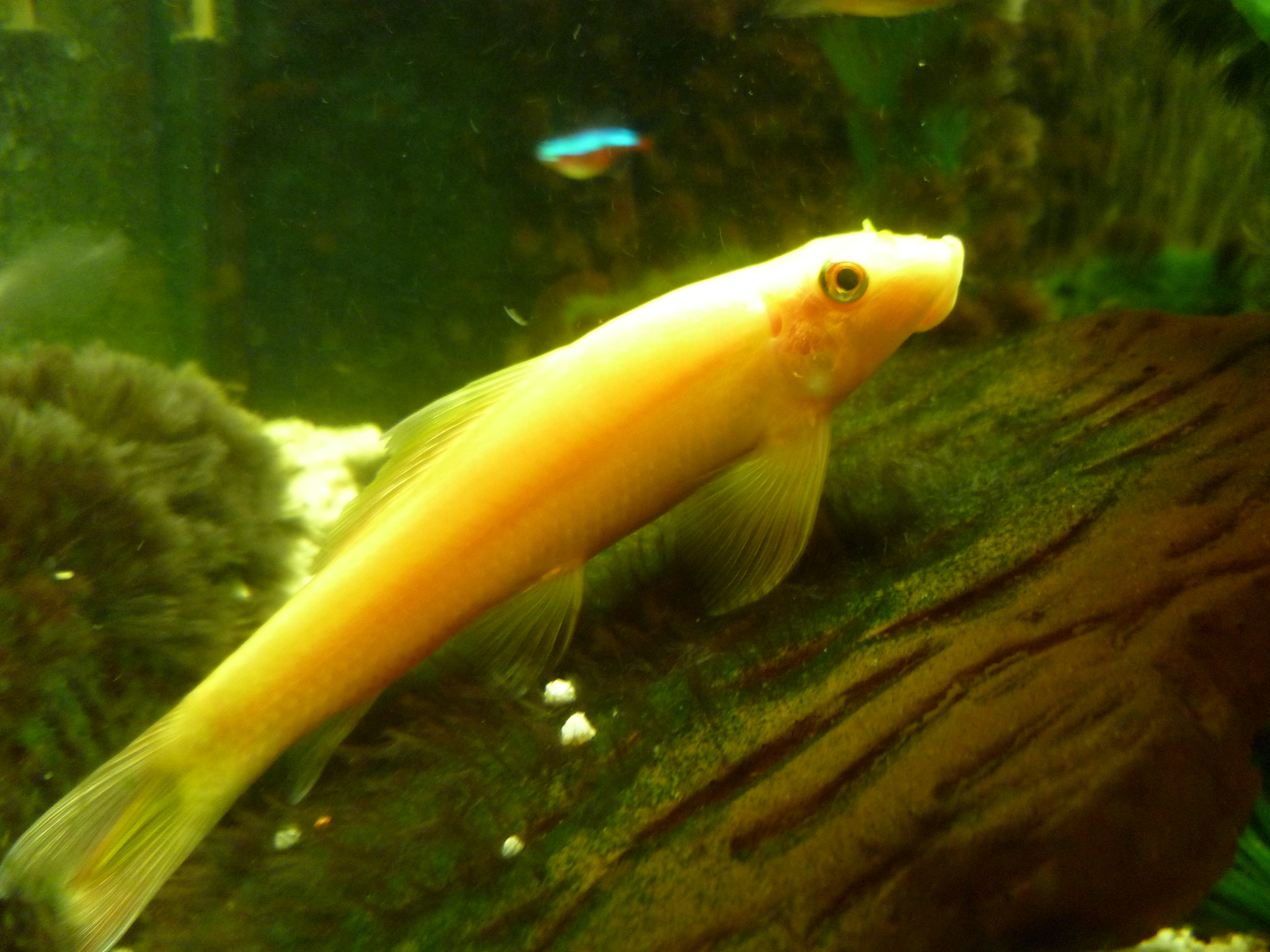
Gyrinocheilus aymonieri forme « or, jaune, ou albinos »